# Геронимус, Александр Юрьевич
Александр Юрьевич Геро́нимус (27 сентября 1945 — 21 июля 2007) — российский священник и православный богослов.

## Биография
Родился в Москве в семье математиков Юрия Вениаминовича Геронимуса (1923—2013) и Галины (Хили) Абрамовны Шестопал; внук математика Абрама Мироновича Лопшица. Окончил механико-математический факультет МГУ (1968). Кандидат физико-математических наук (1971), специалист в области алгебраической геометрии и теории представлений, ученик Ю. И. Манина. Жил и работал в Москве.
В 1979 году рукоположён архиепископом Курским и Белгородским Хризостомом. В 1983 г. окончил Московскую духовную семинарию. Кандидат богословия.
Служил в городе Старый Оскол, затем был назначен настоятелем храма в селе Малакеево Вейделевского района Белгородской области. После того, как в 1989 г. деревянная церковь сгорела, организовал возведение нового храма во имя святителя Митрофания Воронежского. После завершения строительства в 1994 г. переведён в село Дуброво Наро-Фоминского района Московской области, где восстановил полуразрушенный храм во имя Димитрия Солунского. Награждён рядом церковных наград и отличий, в том числе медалью преподобного Сергия I степени (2004) и крестом с украшениями (2004). Как отмечается в некрологе Московской епархии Русской православной церкви,

Отец Александр был добрым пастырем. Всех прихожан он принимал в мир своей любви. Он понимал проблемы и самых простых, и самых образованных. Каждому он умел сказать именно то, что тому нужно было услышать. Ум и любовь соединялись в отце Александре. Ум помогал ему находить решение проблем своих пасомых и иногда в одной ключевой фразе указать выход из духовных затруднений.

Богословские интересы протоиерея Александра Геронимуса были сосредоточены, главным образом, в области христианской антропологии. Ему принадлежит цикл лекций и бесед на эту тему, он неоднократно выступал с докладами на внутрицерковных и научных конференциях. Работы Геронимуса посвящены проблеме исихазма, богословским взглядам Максима Исповедника, взаимоотношениям православной антропологии и воспитания, взаимоотношениям православия и науки. По словам К. Великанова, для Геронимуса

сочетание «тонкой мистической глубины святоотеческого богословия», в которую он был погружен, и «неизбежного рационализма любой науки» представляло особую проблему. Но он, будучи математиком и философом, «не отказался ни от науки, ни от веры и совершил подвижническую работу по оправданию науки в глазах веры и веры в глазах науки, распространив свою „оправдательную“ деятельность на культуру вообще».

## Труды
- Протоиерей Александр Геронимус. Беседы на Великий пост. — М.: Издательство Московской Патриархии, 2011. — 120 с. — ISBN 978-5-88017-133-0.
- Священник Александр Геронимус. Рождение от Духа. Что значит жить в православном Предании. — М.: Никея, 2014. — 496 с. — (Встречи с Богом). — ISBN 978-5-91761-326-0.
- Протоиерей Александр Геронимус. На пути к жизни / А. Геронимус, прот.; сост. С. М. Гусакова, Л. Г. Маргулис. — М.: ГРАНАТ, 2023. — 208 с. — ISBN 978-5-906456-59-5